# Гарбузів
Гарбу́зів — село в Україні, у Зборівській міській громаді Тернопільського району Тернопільської області. Розташоване на річці Серет, на півночі району. Колишній центр сільської ради, якій до 2016 було підпорядковане село Манаїв.
При населеному пункті є хутори Гай та Зарічанський. Біля Гарбузова був хутір Теленовий Став, виключений з облікових даних у зв'язку з переселенням жителів.
Населення — 304 особи (2003).

## Історія
Поблизу Гарбузова виявлено археологічні пам'ятки ранньої залізної доби та давньоруської культури.
Перша писемна згадка — 1232.
Від 1598 Гарбузів — власність Собєських.
Під час І світової війни село було частково зруйноване.
Діяли товариство «Просвіта», кооператива.
30 червня 1941 року село відначилося масовими зібраннями з нагоди Акту проголошення Української Держави у Львові.
12 червня 2020 року, відповідно до розпорядження Кабінету Міністрів України № 724-р «Про визначення адміністративних центрів та затвердження територій територіальних громад Тернопільської області» увійшло до складу Зборівської міської громади.
19 липня 2020 року, в результаті адміністративно-територіальної реформи та ліквідації Зборівського району, село увійшло до складу Тернопільського району.

## Пам'ятки
- церква Святого Миколая (1920).
- капличка (2008).
- ботанічна пам'ятка природи місцевого значення Гарбузівська липа.

## Пам'ятники
Споруджено пам'ятники:
- на честь скасування панщини,
- воїнам-односельцям, полеглим у німецько-радянській війні (1985).
- насипана символічна могила Борцям за волю України (1990).

## Соціальна сфера
Діють загальноосвітня школа І ступеня, клуб, бібліотека.

## Відомі люди

### Народилися
- Микола Кравець — десятник УСС, хорунжий Січових Стрільців Армії УНР.
- Володимир Домбровський — український мовознавець
- громадський діяч, кандидат біологічних наук В. Лобур,
- філософ Г. Маланчук,
- доктор богослов'я Г. Миколів,
- професор Львівської зооветеринарної академії В. Півторак.
- Іван Шевців — український громадський діяч, священник, журналіст

## Галерея

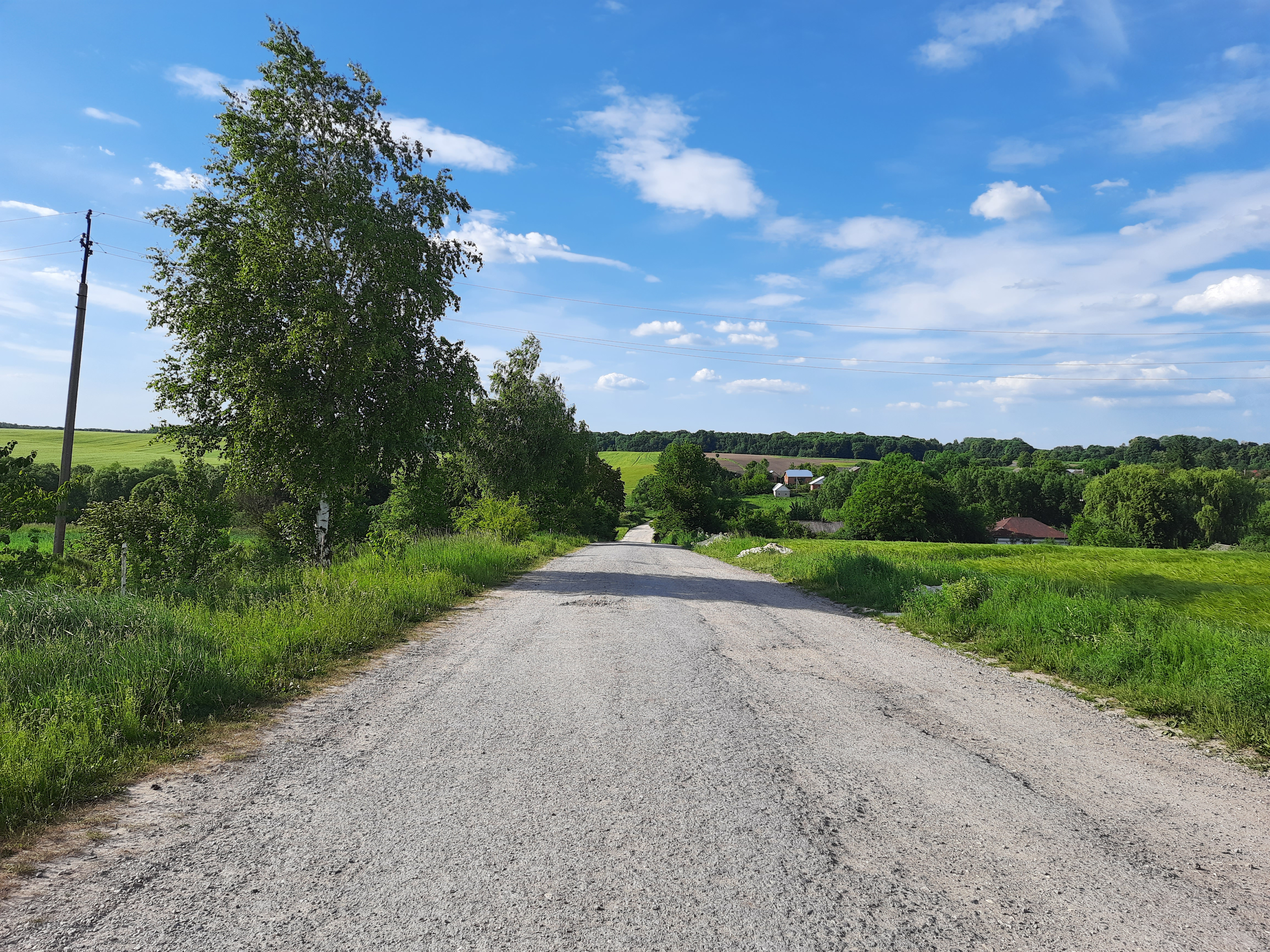
Дорога в село
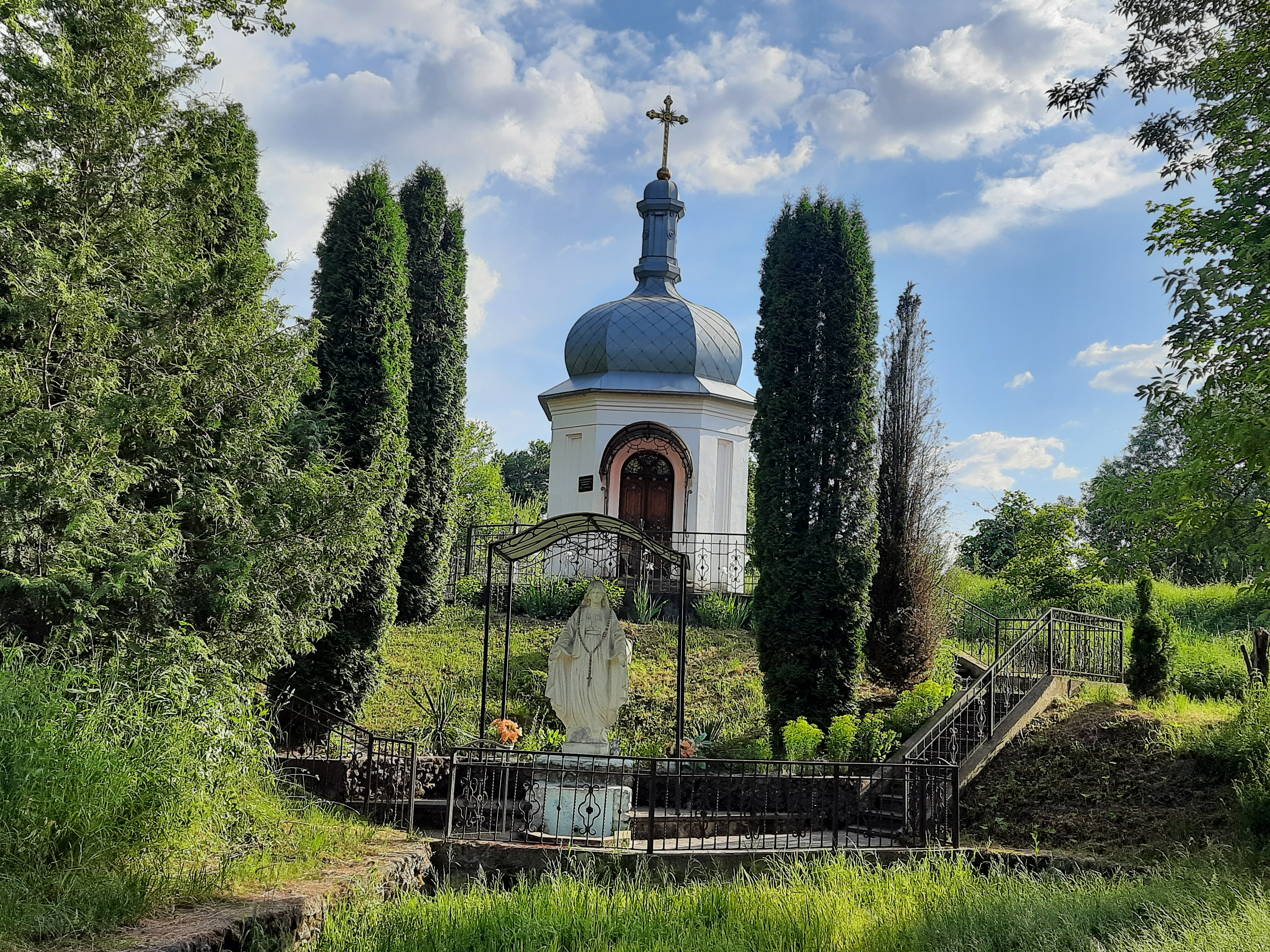
Капличка
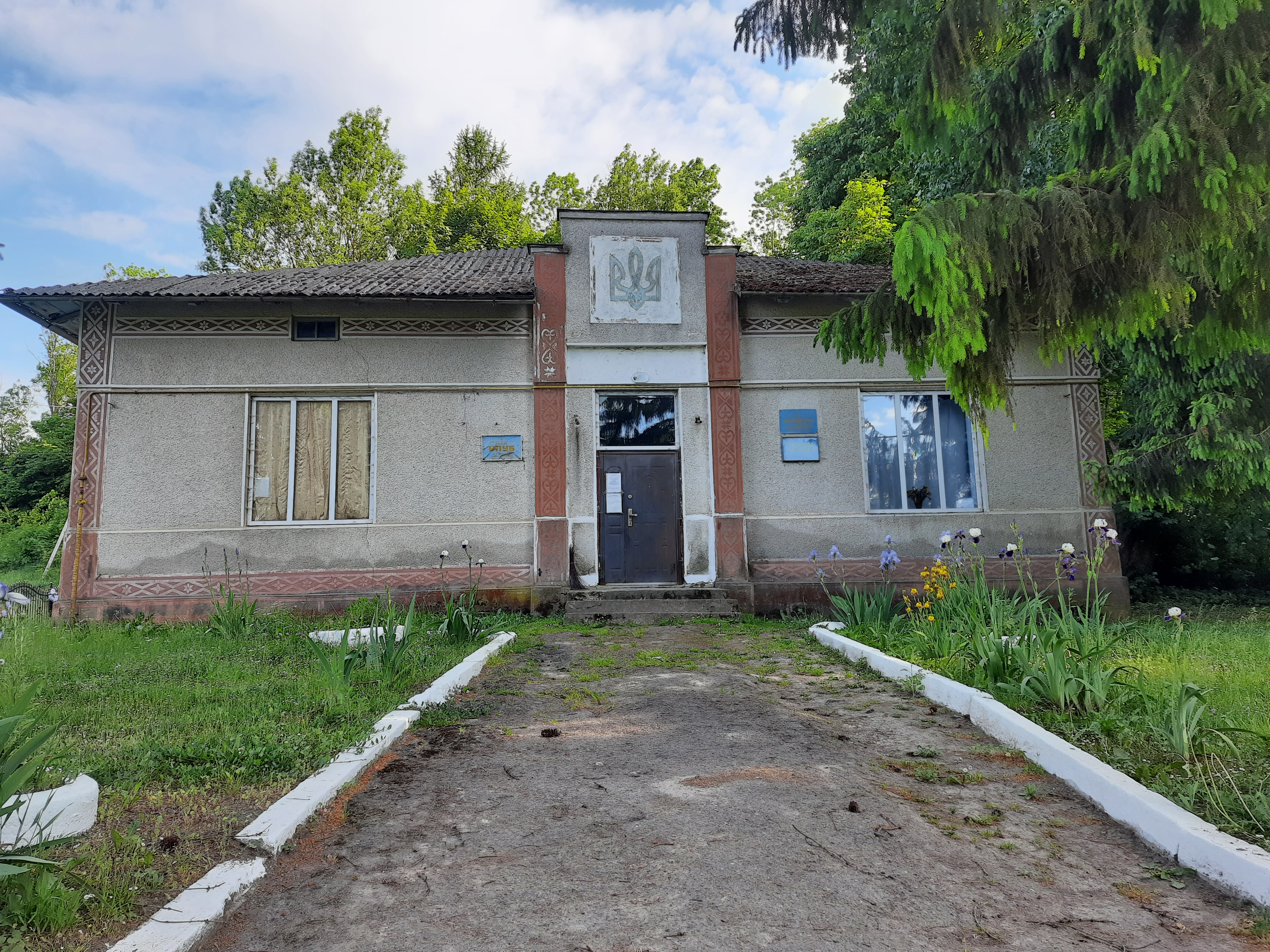
Клуб
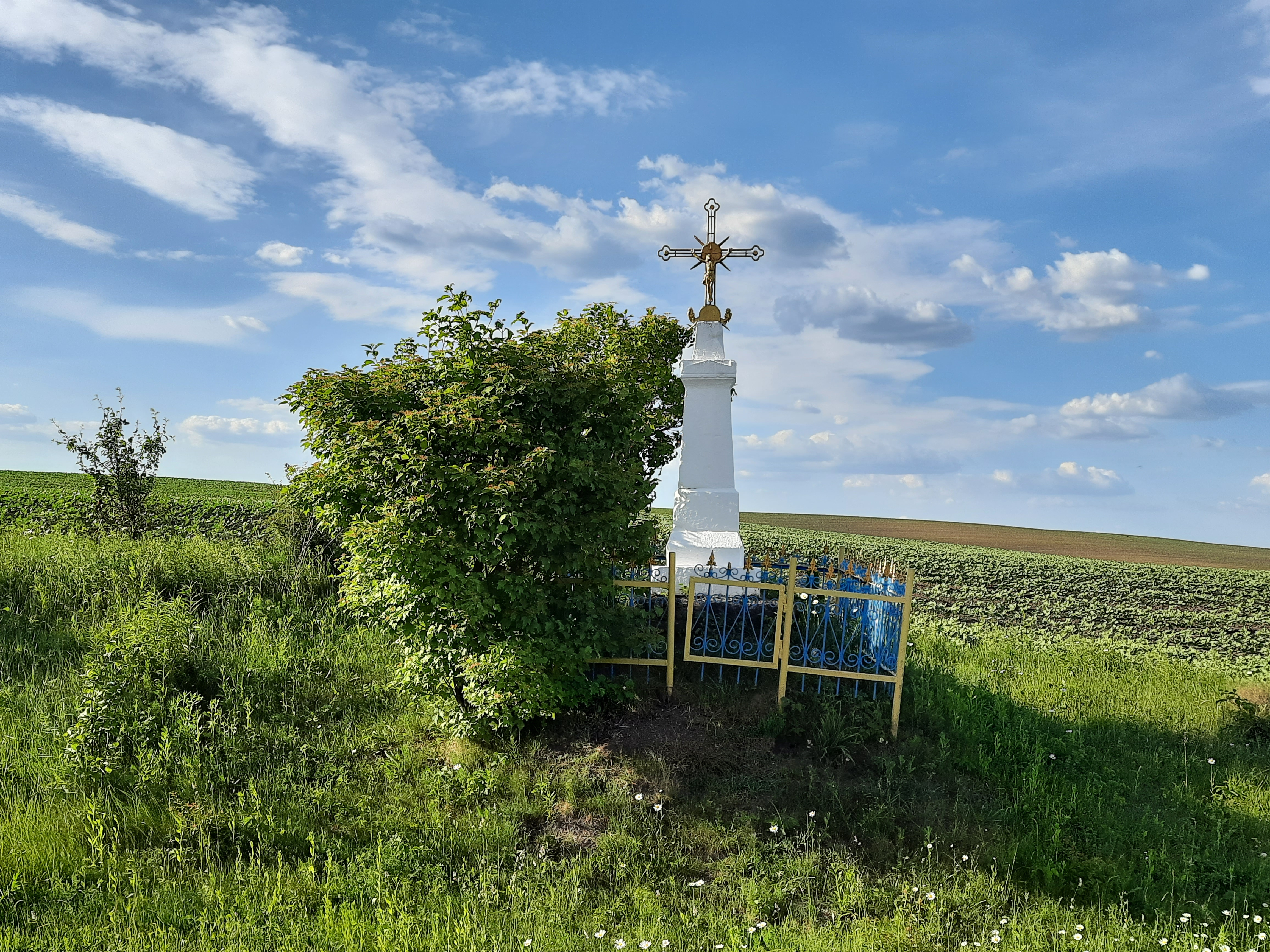
Пам'ятний хрест на околиці села
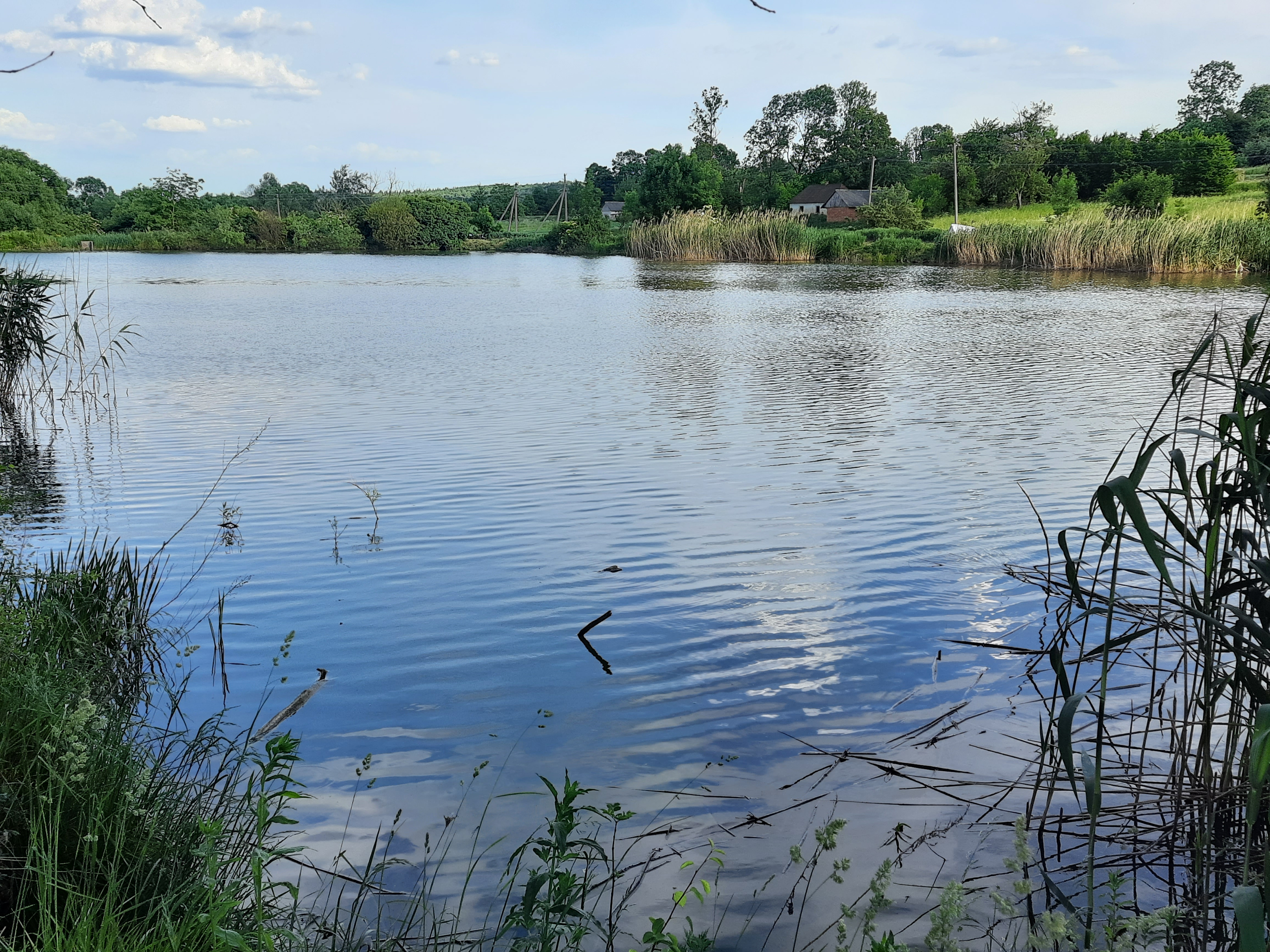
Ставок біля села